# Фатехпур Сикри
Фатехпур Сикри (на хинди: फतेहपूर सिकरी) е град в окръг Агра, Утар Прадеш, Индия. Градът е основан като столица на Моголската империя през 1571 г. от Акбар Велики. През 1585 г. градът губи тази си функция, след като Акбар предприема кампания в Пенджаб, а през 1610 г. е напълно изоставен.
Името на града произлиза от селото Сикри, което се намира на негово място преди това. Археологически разкопки от 1999 г. показват, че районът на града е бил обитаван и преди Акбар да създаде столица там. В древността е попадал под контрола на империята Шунга.
Синът на Акбар, Джахангир, е роден в Сикри през 1569 г., а след втория му рожден ден започва строителството на укрепения град и императорския дворец тук. След победоносната кампания на Акбар в Гуджарат през 1573 г., градът става известен като Фатехпур Сикри – „Градът на победата“.
След като през 1803 г. англичаните окупират Агра, те установяват административен център в града до 1850 г. През 1815 г. те му поправят паметниците.

## История
Археологическите разкопки са разкрили доказателства за поселение в региона, датиращо от 1500 – 700 г. пр.н.е. Според някои историци, регионът процъфтява при империята Шунга. Смята се, че древните останки, статуи и сгради говорят за изгубен културен и религиозен обект преди повече от 1000 години. Следователно, мястото на града е било обитавано още преди пристигането на Акбар Велики и превръщането му в столица.
Предците на Акбар, Бабур и Хумаюн, полагат много усилия за преустрояването на Фатехпур Сикри. Мястото е особено харесвано от Бабур, който създава „Градина на победата“ в него, след като побеждава Санграм Сингх в околностите му.
Акбар няма престолонаследник до 1569 г., когато синът му, Джахангир, се ражда в Сикри. Акбар започва строителството на религиозен комплекс в почит на суфисткия светец Салим Чищи, който предсказва раждането на Джахангир. След втория рожден ден на Джахангир, Акбар започва да строи укрепен град и императорски дворец. С построяването на столицата си около текето на Салим Чищи, Акбар се асоциира с популярния Суфистки орден и по този начин узаконява управлението си.
За официална дата на основаване на града се счита 1571 г. Той е кръстен на селото Сикри, което се намира на мястото му преди това. В памет на успешната кампания на Акбар в Гуджарат е построена величествената порта Буланд Дарваза. По това време градът става известен като Фатехпур Сикри, което буквално означава „Градът на победата“. Въпреки това, когато Акбар предприема военна кампания в Пенджаб през 1585 г., градът започва да бъде изоставян. Към 1610 г. той е вече напълно опустял. Като причина за изоставянето му обикновено се приема недостига на питейна вода, макар загубата на интерес от страна на Акбар също е вероятно да е изиграла роля, тъй като градът е бил построен единствено по негово желание.
Акбар посещава града само веднъж през 1601 г., след като го изоставя. Впоследствие той се превръща в пустиня от руини. По време на епидемията от бубонна чума в периода 1616 – 1624 г., Джахангир се изолира в него за три месеца през 1619 г. Мухамад Шах също остава в него известно време, започвайки възстановителни работи. Все пак, с упадъка на Моголската империя, състоянието на сградите само се влошава.
Докато преследва батальоните на Даулат Рао Шинде през октомври 1803 г., Джерард Лейк оставя най-тежкия си товар и обсадни оръдия в града. След като окупират Агра в същата година, англичаните установяват административен център във Фатехпур Сикри, който функционира като такъв до 1850 г. През 1815 г. Франсис Роудън-Хейстингс нарежда възстановяването на паметниците в Сикри и Сикандра. В периода 1865 – 1904 г. градът функционира като общински център, а след това е превърнат в нагар панчаят (градски орган на местното самоуправление). Към 1901 г. населението му възлиза на 7147 души.

## Архитектура
Фатехпур Сикри е разположен на скалист хребет с дължина 3 km и широчина 1 km. Дворцовият град е обграден от 6 km стена от три страни, като четвъртата граничи с езеро. Като цяло, градът е организиран около този хребет с височина 40 m и заема грубо формата на ромб. Общият градоустройствен план води археолозите до заключението, че градът е бил построен главно за отдих и лукс на видните си жители.
Династичната архитектура на Фатехпур Сикри следва модела на тимуридските форми и стил. Градът е строен главно с червен пясъчник. Влияние от Гуджарат също се наблюдава в архитектурния стил и дворцовите декори. Като цяло, градът отразява както индуистката, така и мюсюлманската архитектура, които са популярни в Индия по това време. Запазените образци позволяват на съвременните археолози да правя възстановки на моголския придворен живот и да разберат по-добре йерархията във висшето общество на града.

## Галерия
- Общ план на града към 1917 г.
- Задната страна на портата Буланд Дарваза.
- Кралската порта.
- Вход към двореца на кралицата.
- Диван-и-Кхас.
- Къщата на Мариам уз-Замани.
- Хамам.